# أبيك (قزوين)
أبيك هي مدينة إيرانية تقع في محافظة قزوين. يبلغ عدد سكانها 47,233 نسمة بحسب إحصاء عام 2006.